# Boris Lwowitsch Wannikow

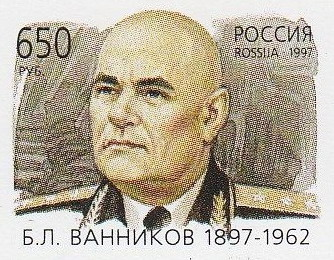
Boris Lwowitsch Wannikow (Potschta Rossii, 1997)

Boris Lwowitsch Wannikow (russisch Борис Львович Ванников; * 26. Augustjul. / 7. September 1897greg. in Bib-Eilat bei Baku; † 22. Februar 1962 in Moskau) war ein russischer Ingenieur und Politiker.

## Leben
Wannikow war der Sohn eines jüdischen Erdölarbeiters. Nach dem Grundschulbesuch arbeitete er in der Erdölindustrie, beim Eisenbahnbau und als Schlosser in einer Fabrik. 1916 trat er in die Partei der Sozialrevolutionäre ein, die er 1917 wieder verließ. Er studierte an der Polytechnischen Schule Baku mit Abschluss nach der Oktoberrevolution. Darauf diente er während des Russischen Bürgerkriegs 1918–1919 in der Roten Armee. 1919 trat er in die KPdSU ein und arbeitete bis 1920 für die Partei in Baku und Tiflis. 1920 wurde er in das inzwischen von den Bolschewiki beherrschte Baku geschickt, wo er Mitarbeiter beim Oberinspektor des Volkskommissariats für die Arbeiter- und Bauerninspektion (RKI) der RSFSR wurde. Noch im gleichen Jahr kam er nach Moskau, wo er 1921 Oberinspektor und 1924 Vizegeschäftsführer der Wirtschaftsinspektion der RKI wurde. Gleichzeitig studierte er an der nach Nikolai Ernestowitsch Bauman benannten Technischen Hochschule Moskau mit Abschluss 1926. Boris Jewsejewitsch Tschertok beschrieb ihn als Intellektuellen mit großem Organisationstalent.
1927 begann Wannikow als Ingenieur im Landwirtschaftsmaschinenbauwerk in Ljuberzy zu arbeiten, in dem er dann technischer Direktor wurde. 1930 wurde er Chef der Traktorenabteilung und Vizechef der Hauptverwaltung für Landwirtschaftsmaschinenbau des Obersten Rats für Volkswirtschaft der UdSSR. Dann wurde er 1933 Direktor des Tulski Oruscheiny Sawod und 1936 Direktor des Maschinenbauwerks in Perm.
1936 wurde Wannikow Chef der Artillerie-Panzer-Hauptverwaltung und 1937 Chef der Panzer-Verwaltung des Volkskommissariats für die Verteidigungsindustrie der UdSSR. Im Dezember 1937 wurde er Vizevolkskommissar für die Verteidigungsindustrie und 1939 Volkskommissar für die Rüstungsindustrie der UdSSR. Am 7. Juni 1941 wurde er verhaftet, und Dmitri Fjodorowitsch Ustinow nahm seine Stelle ein. Nach Beginn des Deutsch-Sowjetischen Krieges und Problemen der Munitionsversorgung wurde Wannikow am 20. Juli 1941 plötzlich auf Veranlassung Stalins freigelassen und zum Vizevolkskommissar für Rüstung ernannt. Vom 16. Februar 1942 bis Januar 1946 war Wannikow Volkskommissar für Munition. Ende 1942 hatte er im Vergleich zu 1941 die Produktion verdoppelt und 1943 verdreifacht. Mitte 1943 wurde die Produktion auf Fließbandfertigung umgestellt. Im Januar 1946 wurde Wannikow Volkskommissar (im März 1946 Minister) für den Landwirtschaftsmaschinenbau, nachdem nach Kriegsende das Volkskommissariat für Munition im Volkskommissariat für den Landwirtschaftsmaschinenbau aufgegangen war.
Bereits mit Beschluss vom 20. August 1945 hatte das Staatliche Verteidigungskomitee der UdSSR (GKO) Wannikow zum Chef der Ersten Hauptverwaltung beim GKO für die Durchführung des Sowjetischen Atombombenprojekts bestimmt und von seinen Ministeraufgaben freigestellt. Das Atombombenprojekt wurde von Lawrenti Beria geleitet. Wannikow war nun als Stellvertreter Berias verantwortlich für die ingenieurtechnischen Arbeiten im Projekt. Er arbeitete dabei mit dem Volkskommissar für die chemische Industrie Michail Georgijewitsch Perwuchin zusammen. Wannikow plante und baute zusammen mit Igor Wassiljewitsch Kurtschatow, Awraami Pawlowitsch Sawenjagin (Vizevolkskommissar für innere Angelegenheiten) und Nikolai Andrejewitsch Borissow (Vizevorsitzender des Gosplan) das Werk Nr. 817 (später Kerntechnische Anlage Majak) und mit Isaak Konstantinowitsch Kikoin, Sawenjagin und Borissow das Werk Nr. 813 (später Uraler Elektrochemisches Kombinat) sowie mit Borissow und Abram Isaakowitsch Alichanow mit Änderungen von Iwan Alexandrowitsch Benediktow das Laboratorium Nr. 3 der Akademie der Wissenschaften der UdSSR (später Institut für Theoretische und Experimentelle Physik). Wannikow war auch Mitglied der vom Mitglied des Staatlichen Verteidigungskomitees der UdSSR Anastas Mikojan geleiteten Kommission mit dem Gosplan-Vorsitzenden Nikolai Alexejewitsch Wosnessenski, dem Volkskommissar für die Elektroindustrie Iwan Grigorjewitsch Kabanow, Sawenjagin und Borissow, die für die Uranerz-Versorgung des Noginsker Werks Nr. 12 (später Maschinenbauwerk Elektrostal) durch Importe und Reparationslieferungen aus der DDR zu sorgen hatte. In dem Werk Nr. 12 wurden mit Vakuuminduktionsöfen sowjetischer Herstellung die Uranstäbe für den Kernreaktor F-1 erschmolzen. Ende 1947 erkrankte Wannikow schwer, so dass Perwuchin seine Aufgaben übernahm (bis Ende 1949).
1953 wurde Wannikow 1. Vizeminister für den Mittelmaschinenbau. 1954 erhielt er für die Leitung der Schaffung der Wasserstoffbombe den dritten Goldenen Stern als Held der sozialistischen Arbeit. 1958 wurde er in den Ruhestand versetzt.
Wannikow war Mitglied des Zentralkomitees der KPdSU (1939–1961) und Abgeordneter im Obersten Sowjet der UdSSR (1946–1950).
Wannikow war verheiratet mit Rebekka Lwowna Wannikowa. Ihr Sohn Rafail Borissowitsch Wannikow (* 1922) war Oberst der Roten Armee. Wannikows Urne wurde an der Moskauer Kremlmauer beigesetzt.
1982 wurde in Baku eine Wannikow-Büste aufgestellt. Das Maschinenbau-Werk Schtamp trägt Wannikows Namen.

## Ehrungen, Preise
- Leninorden (1939, 1942, 1944, 1947, 1956, 1957)
- Held der sozialistischen Arbeit (1942[10], 1949 zusammen mit Jefim Pawlowitsch Slawski, Igor Wassiljewitsch Kurtschatow und Juli Borissowitsch Chariton, 1954)[1]
- Kutusoworden I. Klasse (1944)[4]
- Suworow-Orden I. Klasse (1945)[4]
- Medaille „Für die Verteidigung Moskaus“
- Medaille „Sieg über Deutschland“
- Medaille „Für den Sieg über Japan“
- Medaille „40 Jahre Streitkräfte der UdSSR“
- Stalinpreis (1951, 1953)[1]